# Kitabatake Chikafusa
Kitabatake Chikafusa (北畠 親房), né le 8 mars 1293 – décédé le 1er juin 1354 à Yoshino dans la province de Yamato, est un kuge (noble de cour) et historien japonais, partisan de la Cour du Sud durant les guerres de l'époque Nanboku-chō

## Biographie
Il sert de conseiller à cinq empereurs. Il compose son œuvre la plus développée et la plus connue sous le règne de l'empereur Go-Daigo, œuvre dans laquelle il propose une série de réformes qui équivalent à une renaissance ou restauration des systèmes politiques et économiques de plusieurs siècles précédents. En plus d'écrire une histoire du Japon et un certain nombre d'ouvrages qui défendent le droit de la lignée de Go-Daigo au Trône du chrysanthème, Kitabatake combat pour la défense de la Cour du Sud en tant que membre de la branche Murakami du clan Minamoto.
Kitabatake, dans ses écrits, fait montre d'un profond dégoût pour le clan Ashikaga, la famille régnante de l'époque qui occupe le poste de shogun et maintient une cour impériale rivale connue sous le nom Cour du Nord. Ce dédain ne s'explique pas seulement parce que ce sont des guerriers plutôt que des nobles, qu'ils sont maladroits et grossiers à la cour, mais parce qu'ils sont d'une branche moins distinguée du célèbre clan Minamoto que la propre branche Murakami de Kitabatake. Lui déplaît en particulier Ashikaga Takauji, le premier shogun Ashikaga, qui a initialement soutenu la prétention au trône de Go-Daigo mais qui, finalement, a dirigé la Cour du Nord et cherchait à détruire tous ceux qui soutenaient la Cour du Sud de l'Empereur. 
Kitabatake écrit aussi à propos de Nitta Yoshisada, un des plus grands partisans militaires de Go-Daigo, qu'il présente sous un mauvais jour. Il considère Nitta comme un guerrier, peu différent des shoguns, mais aussi l'accuse de ne jamais être disponible lorsque l'empereur a besoin de lui. Si Nitta avait été plus disponible dans le sud du pays au lieu de mener ses propres batailles dans le nord, prétend Kitabatake, Nitta aurait pu empêcher la mort de Kitabatake Akiie, le fils de Chikafusa.
Lorsque Go-Daigo meurt en 1339, Chikafusa est assiégé dans sa forteresse de la province de Hitachi. Il envoie des copies de ses œuvres majeures au nouvel empereur, Go-Murakami âgé de douze ans, lui prodiguant des conseils à lui et à ses conseillers. Bien qu'il soit surtout connu pour ses écrits et son rôle de conseiller impérial, Kitabatake est aussi un commandant compétent sur le champ de bataille et contient à plusieurs reprises les forces supérieures du shogunat. Le siège de Hitachi dure quatre ans et bien que sa forteresse tombe finalement aux mains des partisans du shogunat, Kitabatake s'échappe à Yoshino, la capitale de la Cour du Sud, où il conseille l'empereur jusqu'à sa propre mort en 1354.
Chikafusa est considéré comme l'un des plus grands hommes de son temps, avec son rival Ashikaga Takauji. Bien que ses œuvres sont fortement colorées par son parti-pris personnel et des motifs politiques, elles constituent quelques-uns des comptes-rendus les plus détaillés disponibles sur l'histoire du gouvernement féodal du Japon et de la ligne impériale.

## Œuvres
Dans ses textes sur la lignée impériale légitime, Kitabatake traite de la propriété foncière. Dans un document, il dénonce les shugo et jitō de provinces avides de terres et écrit que la création de ce système en 1190 a modifié l'état traditionnel du pays et lui a fait perdre l'art de gouverner.
Bien que tous les détails de ses idées de réforme sont inconnus, il est probable que Kitabatake demande un retour aux structures gouvernementales établies au cours de l'ère Taihō, en 702 avant la montée de la féodalité et du régime militaire. Il reconnaît que certains privilèges acquis par les bushi (grandes familles guerrières) et les kuge (noblesse de cour) à cette époque ne seront pas abandonnés mais il cherche à abolir les systèmes d'occupation des terres et de recouvrement des impôts qui soutiennent le pouvoir des bushi. Kitabatake considère ceux-ci, et par extension le bakufu, le gouvernement militaire du shogunat, comme des ennemis du trône.
En 1339, il écrit le Jinnō Shōtōki qui rapporte l'histoire du Japon à travers l'analyse des règnes impériaux dès les premiers empereurs semi-mythiques légendaires jusqu'à Go-Daigo et son successeur Go-Murakami. Il est destiné en grande partie pour servir de guide au jeune empereur Go-Murakami et comme traité en défense de la légitimité de la Cour du Sud. le texte, écrit en grande partie sur la route, est recompilé et édité en 1343. L'une des questions qu'il aborde est la distribution chaotique et déséquilibrée des terres dont il accuse le gouvernement. Mais il accuse également les responsables gouvernementaux et les seigneurs féodaux qui prétendent à la possession de terres. Il écrit que la recherche de récompenses ne fait pas partie d'un comportement approprié et qu'un guerrier doit abandonner la terre et même sa vie pour son devoir. Il affirme également que le chaos de la féodalité est dérivé, en définitive, d'un nombre illimité de personnes réclamant un montant limité de terres.
L'autre œuvre majeure de Kitabatake, le Shokugen-shō, est également écrite en 1339, en grande partie de mémoire car l'auteur, en état de siège dans sa province d'origine, est incapable d'effectuer des recherches à la Cour. Il décrit les origines et l'organisation des structures et des services gouvernementaux ainsi que les opinions de l'auteur sur la promotion et la nomination des fonctionnaires.
Son kami est vénéré au Abeno-jinja à Osaka

## Source de la traduction
- (en) Cet article est partiellement ou en totalité issu de l’article de Wikipédia en anglais intitulé « Kitabatake Chikafusa » (voir la liste des auteurs).